# Лев Триполийский
Лев Триполийский (греч. Λέων ὸ Τριπολίτης), также известный на арабском языке как Рашик аль-Вардами (رشيق الوردامي) и гулам Зурафа (غلام زرافة), — византийский ренегат и командующим флотом Аббасидского халифата в начале X в. Наиболее известен своим разграблением Фессалоник в 904 году.

## Биография
О молодости Льва ничего не известно кроме того, что он родился в столице морской фемы Кивирреоты Атталии или недалеко от неё, был схвачен во время арабского набега и доставлен в Триполи. В плену он обратился в ислам и поступил на службу к своим похитителям. В арабских источниках его зовут Лави Абу’л-Харит, он получил прозвище «гулам Зурафа» («слуга Зурафа»), что, вероятно, отражает имя его первого мусульманского хозяина. Его также называют Рашик аль-Вардами. Александр Васильев интерпретировал элемент Вардами в его втором арабском имени как указание, что Лев был мардаитом.
Подробности ранней карьеры неизвестны, но, похоже, Лев быстро поднялся: лично встречавшийся с ним историк Масуди считал его одним из лучших мореплавателей своего времени. В арабских источниках он фигурирует под общими титулами командира (каид) или адмирала (амир аль-бахр), а также губернатора (захиб) Триполи и заместителя губернатора (наиб) Тарса. Оба последних города были крупными мусульманскими военно-морскими центрами в конце IX в. из-за близости к Византии и служили плацдармами для мусульманских морских набегов.
В начале 904 года вместе с другим греческим ренегатом, Дамианом из Тарса, участвовал в завоевании Египта у Тулунидов Аббасидами. В последовавшем десятилетии Лев и Дамиан часто сотрудничали в атаках на Византийскую империю. Летом 904 года Лев возглавлял крупную военно-морскую экспедицию Аббасидов из 54 кораблей сирийского и египетского флотов, первоначальной целью которой, как сообщается, был сам Константинополь. Арабский флот проник в Дарданеллы и разграбил Абидос, поскольку византийский флот под командованием друнгария Евстафия Аргира не хотел им противостоять. Император Лев VI Мудрый заменил Аргира более энергичным Гимерием, но Лев опередил византийцев, повернул на запад и направился ко второму городу империи Фессалоникам, который разграбил после трехдневной осады 31 июля 904 года город принес мусульманскому флоту огромную добычу и множество пленных, которых увезли для продажи в рабство, в том числе впоследствии описавшего осаду и разграбление города Иоанна Каминиата Арабские источники, путая Фессалонику с Атталией, ошибочно сообщают, что Лев разграбил последний город.
Неизвестно, был ли Лев главой арабского флота, побежденного Гимерием в День святого Фомы (6 октября, вероятно, в 906 г.), но вместе с Дамианом он командовал арабским флотом, который одержал крупную победу над византийским адмиралом в апреле 912 г. у Хиоса, когда тот возвращался после неудачной попытки захватить Критский эмират Наконец, в 921/2 году имперский флот под командованием патрикия и друнгария Иоанна Раденоса разбил флот Льва у Лемноса. Большая часть арабского флота была уничтожена, а сам Лев едва спасся. Он исчезает из источников после этого события.